# Armgard von Cramm
Armgard Kunigunde Alharda Agnes Oda von Cramm (Driburg, 18 december 1883 — Diepenheim, 27 april 1971), Gräfin von Biesterfeld (vanaf 1909), Prinzessin zur Lippe-Biesterfeld (vanaf 1916), was de moeder van prins Bernhard van Lippe-Biesterfeld.

## Biografie

### Afkomst en huwelijken
Armgard von Cramm was de dochter van Aschwin Freiherr von Sierstorpff-Cramm (1846-1909) en Hedwig Freiin von Sierstorpff (1848-1900). Zij trouwde een eerste maal op 24 oktober 1905 in Hannover met graaf Bodo von Oeynhausen (1881-1909), die evenals haar latere tweede man officier was in het 8e regiment huzaren te Paderborn. Het huwelijk bleef kinderloos en werd (officieel vanwege "weigering van de echtelijke plichten" door Armgard) in 1908 ontbonden door echtscheiding.
Armgard werd door de regerende vorst van Lippe op 8 februari 1909 in verband met haar aanstaande morganatische huwelijk met diens jongere broer prins Bernhard van Lippe (1872-1934) de titel gravin von Biesterfeld verleend. Ze hertrouwde op 4 maart 1909 in Oelber op het plaatselijke slot, toen Brunswijk, tegenwoordig gemeente Baddeckenstedt, Landkreis Wolfenbüttel, Niedersachsen. Doordat het huwelijk morganatisch was, waren zij en haar zoons geen lid van het vorstenhuis Van Lippe en waren haar zonen uitgesloten van erfopvolging.
Haar kinderen, Bernhard (1911-2004) en zijn jongere broer Aschwin (1914-1988), werden beiden als Graf von Biesterfeld geboren. Op 24 februari 1916 werd Armgard samen met haar beide zoons door hun zwager en oom, de vorst van Lippe, alsnog de titel van Prinzessin (Prinz) zur Lippe-Biesterfeld verleend met het predicaat Durchlaucht (Doorluchtige Hoogheid). Bernhard, die zij Bernilo noemde, trouwde in januari 1937 met de Nederlandse kroonprinses Juliana (1909-2004), die in 1948 koningin werd.

### Tweede Wereldoorlog
Armgard beheerde na de dood van haar man in 1934 een landgoed in het Oost-Brandenburgse Reckenwalde (sinds juli 1945 Pools grondgebied). De SS vorderde in september 1944 Armgards Schloss Woynowo in Reckenwalde voor militaire doeleinden. In maart 1945 moest Armgard haar landgoed in de Neumark opgeven wegens de terugtrekking van de Duitse Wehrmacht achter de Oder-linie. Armgard verliet ruim voor de intocht van het Rode Leger het landgoed Reckenwalde en vertrok naar Driburg in Westfalen.

### Leven in Nederland

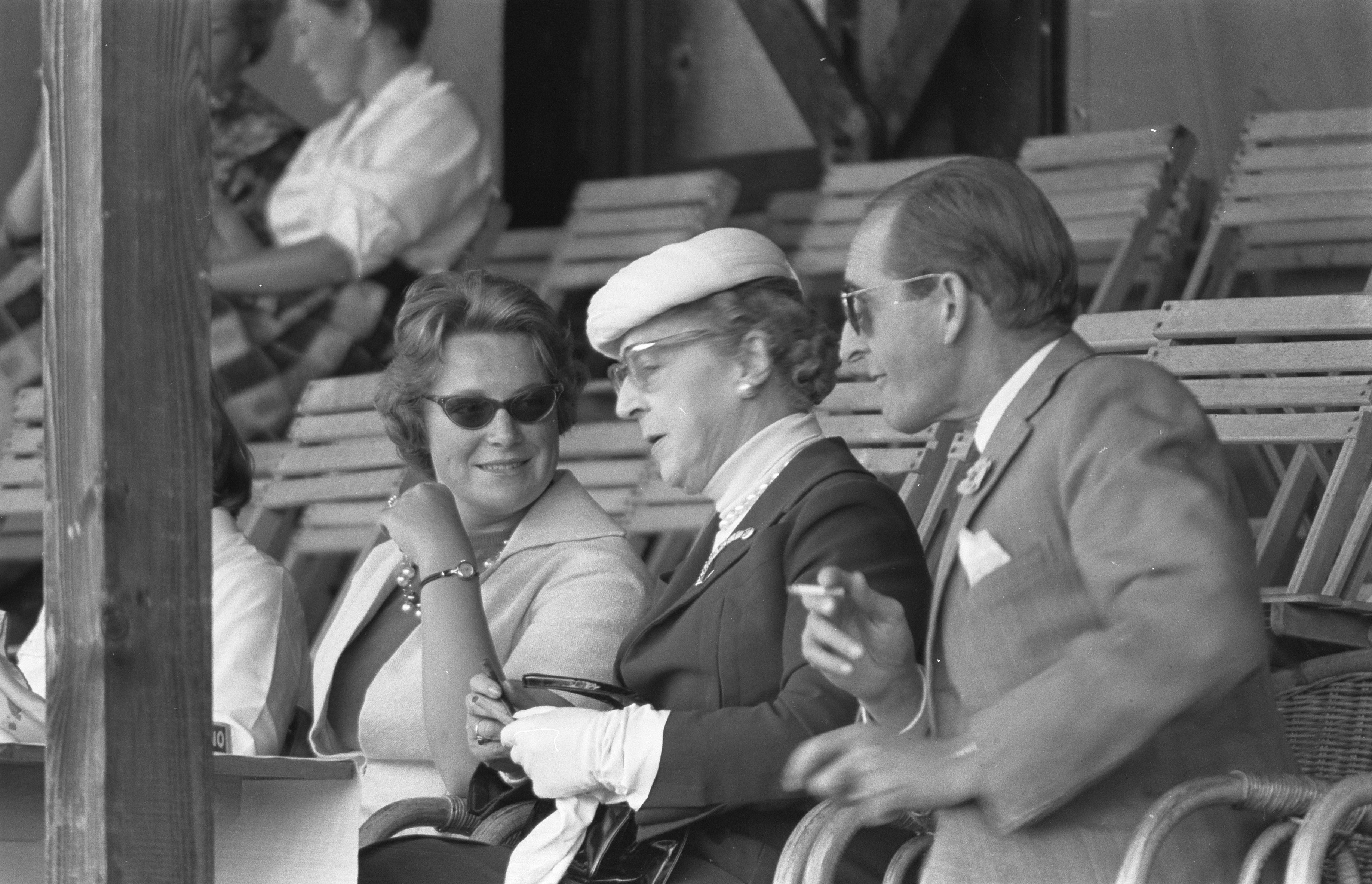
Prinses Armgard met haar kleindochter prinses Irene (1959)

Ze woonde vanaf april 1952 met haar huisgenoot Alexis Pantchoulidzew op Huis Warmelo te Diepenheim (Overijssel), alwaar zij op 87-jarige leeftijd overleed. In augustus 1951 was de van oorsprong protestants-lutherse Armgard overgegaan tot de Rooms-Katholieke Kerk. Die overgang had plaatsgevonden in Keulen, waar ze van kardinaal Joseph Frings, de aartsbisschop van Keulen, in zijn privé-kapel het sacrament van het vormsel ontving. Paus Pius XII sprak in een brief van 16 juli 1951 zijn vreugde uit over haar bekering en gaf haar zijn speciale zegen. Op 17 september 1955, op het hoogtepunt van wat later de Greet Hofmans-affaire zou heten, werd Armgard, vergezeld door haar zoon Bernhard, door paus Pius XII in particuliere audiëntie ontvangen. 
Armgard overleed aan longkanker. Haar uitvaartplechtigheid vond plaats in de rooms-katholieke parochiekerk H.H. Petrus en Paulus te Goor; de requiemplechtigheden werden geleid door de jezuïetenpater B. Bot SJ, die sinds haar bekering tot het katholicisme Armgards biechtvader was geweest. Armgard werd bijgezet in het mausoleum van de Lippe-Biesterfelds in Detmold.

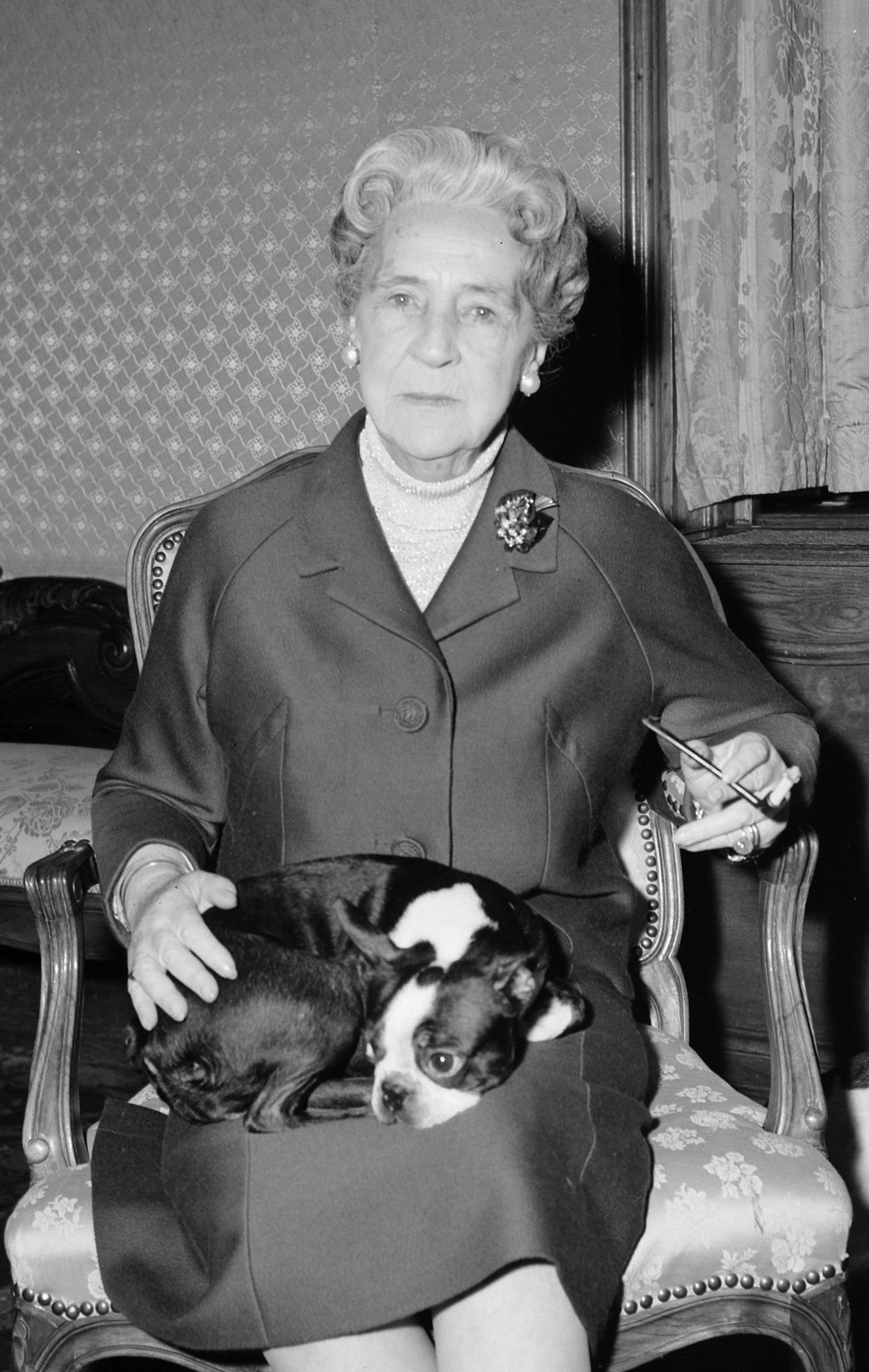
Prinses Armgard in 1964

Een van de kinderen van haar schoondochter koningin Juliana noemde het Diepenheimse huis van hun grootmoeder Armgard een enkele keer parafraserend het Warme Lo en dat van hun andere grootmoeder Wilhelmina het Koude Loo.

## Vermeende nazi-sympathieën
Door diverse publicisten is Armgard - evenals haar zoon Aschwin - beticht van nazi-sympathieën. Haar andere zoon Bernhard heeft dit beeld met een open brief in dagblad de Volkskrant in maart 2004 proberen recht te zetten. E.J.H. Schrage geeft in zijn boek Zur Lippe-Biesterfeld. Prinses Armgard, prins Bernhard en hun houding tegenover nazi-Duitsland uit 2004 aan geen aanwijzingen gevonden te hebben dat Armgard nazi-sympathieën koesterde. Hij voert vier bronnen op waaruit het tegendeel blijkt. Hij had hiervoor de beschikking over het persoonlijk archief van Armgard dat zich in het Koninklijk Huisarchief bevindt. Evenmin vond hij aanwijzingen dat Armgard een seksuele relatie onderhield met Alexis Pantchoulidzew, zoals eveneens in meerdere publicaties verondersteld wordt. Uit de agenda van Pantchoulidzew blijkt dat hij haar altijd omschreef als 'die Prinzessin' en in een brief uit 1948 van Armgard aan hem werd niet getutoyeerd. Zij zouden elkaar ook in het dagelijkse leven nimmer getutoyeerd hebben. Wel verstuurden zij jaarlijks met kerst en Nieuwjaar een foto waar zij beiden op stonden.